# Chiêng tre

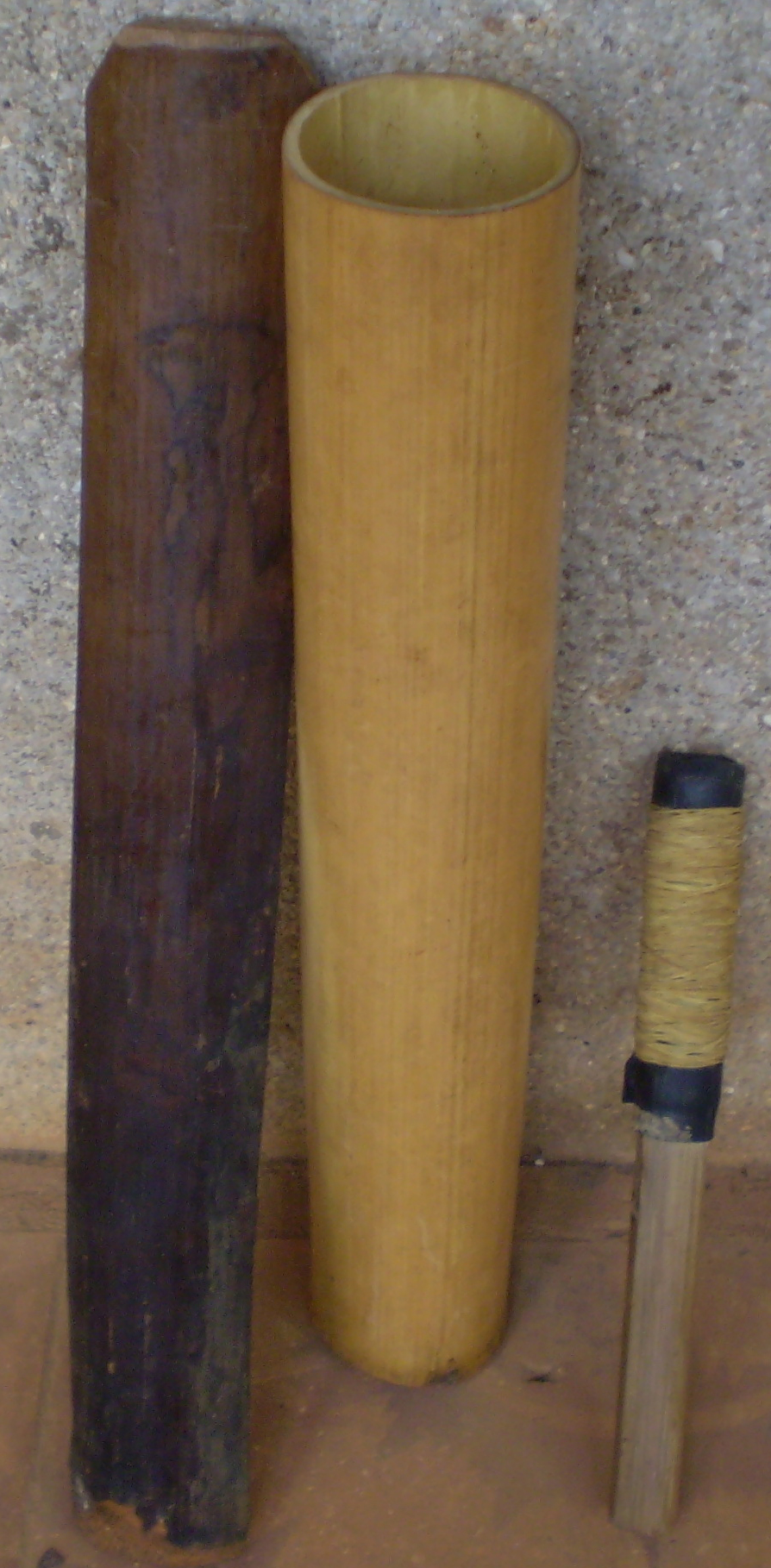
Một cái chiêng tre

Chiêng tre, hay gọi theo tiếng Êđê là Chinh cram, là một nhạc cụ của dân tộc Êđê được làm từ tre nứa, thường đi với một giàn từ 5 đến 15 chiếc. Một giàn là một hợp xướng âm thanh, với các âm giai của từng thể chiêng tương ứng. Dùng đánh trong các lễ hội, đánh theo tính chất tập thể. Có người làm vai trò chỉnh chiêng, làm cho âm thanh của nó cao hơn hoặc thấp hơn, tiếng chiêng ròn và vang hơn.